# Arienza
Arienza es una localidad del municipio leonés de Riello, en la Comunidad Autónoma de Castilla y León. El pueblo se encuentra ubicado en el valle del Río de Salce, en las comarca de la Omaña. Está formado por dos barrios separados por el nombrado río: uno que discurre por el pequeño valle formado por el arroyo de las Fozas, donde se encuentra la iglesia; y el otro que se encuentra a lo largo de la carretera principal (LE-4407).
La iglesia está dedicada a santa Leocadia.

## Toponimia
El nombre Arienza puede hacer referencia a Arentio o Arantio, antigua divinidad celta. 
También puede derivar del latín argentea 'de plata', al igual que en Castilla existía una moneda llamada arienzo. 
La raíz "ARG" puede hacer referencia al color blanco, brillante o transparente de las aguas, al estar situado al lado del río de Salce.
Arenzos, antes de 930.

## Localidades limítrofes
Confina con las siguientes localidades:
- Al norte con Salce.
- Al noreste con Curueña.
- Al sureste con Robledo de Omaña.
- Al sur con Santibáñez de Arienza.
- Al este con Cornombre y Manzaneda de Omaña.

## Evolución demográfica
Evolución de la población
| Gráfica de evolución demográfica de Arienza entre 2000 y 2017      |
|                                                                    |
| Población de derecho (2000-2017) según el padrón municipal del INE |

## Historia
Así se describe a Arienza en el tomo II del Diccionario geográfico-estadístico-histórico de España y sus posesiones de Ultramar, obra impulsada por Pascual Madoz a mediados del siglo XIX:

Lugar en la provincia de León (7 leguas), partido judicial de Murias de Paredes (3), diócesis de Oviedo (16), audiencia territorial y capitanía general de Valladolid (29), ayuntamiento de Riello; Situado en un valle y a orillas de un arroyo que baja de Salce y se une al de Omaña donde le combaten los vientos del N y O, disfrutando de clima sano, si bien algo propenso a enfermedades reumáticas y pulmonares; tiene 20 casas; escuela de primeras letras a la que asisten de 12 a 14 niños de ambos sexos; y 1 iglesia parroquial dedicada a Santa Leocadia, y servida por 1 cura. Dentro de la población hay 1 fuente, de cuyas aguas, sin embargo de ser malas, se surten los vecinos para su consumo doméstico; y en el término varias de no mejores propiedades que la referida; y un mineral de hierro; confina por N con Salce; por E con Robledo; por S con Santibáñez de Arienza, y por O con Cornombre, todos a ½ legua. El terreno es de mediana calidad, fertilizándole algún tanto el arroyo que baña el pueblo; tiene pocos montes y éstos se hallan cubiertos de robles, escobas y otros arbustos. Los caminos son locales y se encuentran en mal estado; recibiendo y entregando la correspondencia en Riello, los miércoles y sábados; Producciones: centeno y legumbres, patatas y buenos pastos; cría ganado vacuno, lanar y cabrío; caza de liebres y perdices, y pesca de truchas; Industria: 5 molinos harineros y un batán, ejercitándose los habitantes, además de los trabajos del campo, en el tejido de paños bastos. Población: 12 vecinos, 48 almas. Contribución: con el ayuntamiento.
Diccionario geográfico-estadístico-histórico de España y sus posesiones de Ultramar